# Jonas Barkhagen
Jonas Patrik Theodor Barkhagen (* 15. August 1974) ist ein schwedischer Schachspieler.
1989 gewann er in Sundsvall die schwedische Juniorenmeisterschaft (U20). 1993 gewann er in Malmö die offene schwedische Einzelmeisterschaft. 1994 erhielt er den Titel Internationaler Meister. Bei der schwedischen Einzelmeisterschaft 2000 in Örebro belegte er punktgleich hinter dem Gewinner Tom Wedberg und der Zweiten Pia Cramling den dritten Platz. Sein größter schachlicher Erfolg ist der Gewinn des Rilton Cups 2002/03 in Stockholm mit 7,5 Punkten aus 9 Partien vor Artur Jussupow, Tom Wedberg und Tomi Nybäck. Jonas Barkhagen gewann dabei gegen die Schachgroßmeister Joseph Gallagher, Sergei Iwanow und Michail Ulybin und erzielte eine Normen zum Erreichen des Großmeister-Titels.
Für die schwedische Nationalmannschaft spielte er bei der Europameisterschaft 2003 in Plowdiw am vierten Brett.
Jonas Barkhagen nahm an den European Club Cups 1992, 1993, 1996, 2000, 2005, 2016 und 2023 teil – 1992 in Solingen für den Wasa SK Stockholm und bei den anderen Teilnahmen für den SK Rockaden Stockholm. Die schwedische Mannschaftsmeisterschaft gewann er mit dem Wasa SK in den Saisons 1989/90 und 1990/91 und mit dem SK Rockaden Stockholm in den Saisons 1992/93, 1993/94, 1994/95, 1995/96, 1996/97, 1997/98, 2000/01, 2003/04, 2004/05, 2007/08, 2008/09, 2013/14, 2015/16, 2021, 2023 und 2024. In den 1990er-Jahren spielte er Mannschaftsschach auch in Dänemark.
Seine Elo-Zahl beträgt 2423 (Stand: Dezember 2022), seine bisher höchste war 2490 von April bis September 2003.